# Pat Alger
Pat Alger, nacido en LaGrange (Georgia) (Estados Unidos) en 1947, es un compositor de música country.

## Biografía
Alger fue miembro del grupo Woodstock Mountain Revue donde cantaba, tocaba la guitarra y componía todas las canciones, entre ellas "Old time music" y "Southern Crescent Line". Más tarde se unió a Nanci Griffith y juntos escribieron las canciones que llevaron al éxito a esta última como "Once in a very blue moon" y "Lone star state of mind". Algunas de sus canciones fueron interpretadas por cantantes como Kathy Mattea ("Going' gone" o "She came from Fort Worth") y Trisha Yearwood. También ha escrito temas en compañía de Garth Brooks.

## Discografía
Pat Alger ha escrito tres discos hasta la fecha:
- True Love & Other Short Stories (1991)
- Seeds (1993)
- Notes and Grace Notes (1994)

- Datos: Q7143191